# 용산파크자이
용산파크자이(영어: Yongsan Park Xi)는 대한민국 서울특별시 용산구 한강로1가에 위치한 주거 단지이다. 아파트 3개동 오피스텔 1개동으로 되어 있는 삼각지에 위차한 단지이다. 2019년 아파트 입주자대표회의와 오피스텔 관리위원회 그리고 당시 위탁회사였던 우X관리 회사와 합심하여 무리한 공사가 진행되었다. 진행과정에서 동대표회장과 오피스텔관리인 생활지원센터장(관리소장)등의 수많은 비리들이 밝혀져 관리회사는 쫓겨나고 아파트는 오피스텔과 분리하여 현재 자치관리중에 있다. 